# Rájovec cejlonský
Rájovec cejlonský (někdy též belontie cejlonská, Belontia signata) je druh ryby patřící do čeledi guramovití.

## Popis
Rájovec cejlonský je velká cca 125 mm. Zlato-barevné tělo tohoto druhu je pokryto síťovým vzorem, protože každá šupina má tmavý červenohnědý okraj. Všechny ploutve jsou jemné, modravě zabarvené. Samec má více zašpičatělé ploutve. Vyskytuje se převážně na Srí Lance. Samice je menší. Je to všežravec.

## Chov
Chov tohoto druhu je velmi jednoduchý. Teplota nádrže by měla být 24 °C. Doporučuje se ho chovat ve středně velké nádrži. Je považován za bojovný druh, proto společně chované ryby by měly být dost velké, aby nebyly tyranizovány.